# Eleições gerais na Suécia em 2014
As Eleições gerais na Suécia em 2014 foi um pleito, realizado a 14 de setembro de 2014, para eleger o Parlamento - Riksdagen, as Assembleias regionais - Landstingsfullmäktige, e as Assembleias municipais - Kommunfullmäktige - do país.
Nas eleições legislativas para o Parlamento, a Aliança de Centro-direita (formado pelo Partido Moderado, pelo Partido Popular Liberal, pelo Partido do Centro e pelos Democratas Cristãos) buscava um terceiro mandado no governo. Os três principais partidos de esquerda (o Partido Social-Democrata, o Partido Verde e o Partido da Esquerda), rompendo com a história recente da Suécia, lançaram plataformas independentes uma das outras, assim como os Democratas Suecos, um partido nacionalista de extrema-direita, e a Iniciativa Feminista, um novo partido de esquerda feminista.
No final, os partidos verde-vermelhos (de centro-esquerda) obtiveram 158 assentos, e conseguiram superar a Aliança pela Suécia (de centro-direita), que atingiu 142 assentos.

Os Democratas Suecos conseguiram 49 assentos e expandiram sua representação no parlamento.
Fredrik Reinfeldt, o então primeiro-ministro, anunciou que renunciaria, abrindo caminho para a formação de um novo governo, liderado por Stefan Löfven dos Sociais-Democratas. 
O Parlamento da Suécia elegeu Stefan Löfven para liderar um governo de coligação verde-vermelha, constituída pelo Partido Social-Democrata, de centro-esquerda, e o Partido Verde, ecologista. 

## 349 deputados
O Parlamento Sueco - Riksdagen - tem 349 deputados, eleitos direta e proporcionalmente de 4 em 4 anos. 

Os eleitores elegem 310 deputados distribuídos por 29 círculos eleitorais. 

Os restantes 39 deputados são eleitos a partir de um círculo nacional, onde são contados os votos que não deram diretamente lugar no parlamento. 

Na totalidade, há uma limitação de 4% para um partido poder entrar no parlamento.

## Eleições nacionais-regionais-municipais
Simultaneamente são realizadas 3 eleições na Suécia:
- Eleições legislativas para o Parlamento
- Eleições regionais
- Eleições municipais para as Comunas

## Resultados
Os resultados finais estão publicados na página Eleição do Parlamento - Autoridade Nacional das Eleições, e atestadas em Resultados finais das Eleições Parlamentares - Autoridade Nacional das Eleições.

## Partidos Concorrentes
Os principais partidos e blocos que concorreram nestas eleições foram:
| Partido/Bloco          | Partido/Bloco           | Partido/Bloco              | Líder                   | Ideologia               | Espectro        |
| ---------------------- | ----------------------- | -------------------------- | ----------------------- | ----------------------- | --------------- |
|                        |                         | Partido Moderado           | Fredrik Reinfeldt       | Conservadorismo liberal | Centro-direita  |
|                        | Partido do Centro       | Annie Lööf                 | Liberalismo             | Centro/Centro-direita   |                 |
|                        | Partido Popular Liberal | Jan Björklund              | Liberalismo             | Centro/Centro-direita   |                 |
|                        | Democratas Cristãos     | Göran Hägglund             | Democracia cristã       | Centro-direita          |                 |
| Aliança                | Aliança                 | Fredrik Reinfeldt          | Conservadorismo liberal | Centro-direita          |                 |
|                        |                         | Partido Social-Democrata   | Stefan Löfven           | Social-democracia       | Centro-esquerda |
|                        | Partido Verde           | Gustav Fridolin Åsa Romson | Ecologismo              | Centro-esquerda         |                 |
|                        | Partido da Esquerda     | Jonas Sjöstedt             | Socialismo              | Esquerda                |                 |
| Aliança Vermelha-Verde | Aliança Vermelha-Verde  | Mona Sahlin                | Social-democracia       | Centro-esquerda         |                 |
|                        | Democratas Suecos       | Democratas Suecos          | Jimmie Åkesson          | Nacionalismo            | Extrema-direita |

## Resultados Oficiais
| Partido                 | Partido                  | Votos     | %               | +/-   | Deputados | +/-     |
| ----------------------- | ------------------------ | --------- | --------------- | ----- | --------- | ------- |
|                         | Partido Social-Democrata | 1 932 711 | 31,01 / 100,00  | 0,35  | 113 / 349 | 1       |
|                         | Partido Moderado         | 1 453 517 | 23,33 / 100,00  | 6,73  | 84 / 349  | 23      |
|                         | Democratas Suecos        | 801 178   | 12,86 / 100,00  | 7,16  | 49 / 349  | 29      |
|                         | Partido Verde            | 429 275   | 6,89 / 100,00   | 0,45  | 25 / 349  | Estável |
|                         | Partido do Centro        | 380 937   | 6,11 / 100,00   | 0,45  | 22 / 349  | 1       |
|                         | Partido da Esquerda      | 356 331   | 5,72 / 100,00   | 0,12  | 21 / 349  | 2       |
|                         | Partido Popular Liberal  | 337 773   | 5,42 / 100,00   | 1,64  | 19 / 349  | 5       |
|                         | Os Democratas Cristãos   | 284 806   | 4,57 / 100,00   | 1,03  | 16 / 349  | 3       |
| Barreira dos 3,00       |                          |           |                 |       |           |         |
|                         | Iniciativa Feminista     | 194 719   | 3,12 / 100,00   | 2,72  | 0 / 349   | Estável |
|                         | Outros                   | 60 326    | 0,97 / 100,00   |       | 0 / 349   |         |
| Votos inválidos         | Votos inválidos          | 58 443    | 0,92 / 100,00   | 0,21  |           |         |
| Total                   | Total                    | 6 290 016 | 100,00 / 100,00 |       | 349 / 349 |         |
| Eleitorado/Participação | Eleitorado/Participação  | 7 330 432 | 85,81 / 100,00  | 1,18  |           |         |
| Fonte                   | Fonte                    | [ 5 ]     | [ 5 ]           | [ 5 ] | [ 5 ]     | [ 5 ]   |

| Bloco | Bloco                    | Votos     | %              | +/-  | Deputados | +/- |
| ----- | ------------------------ | --------- | -------------- | ---- | --------- | --- |
|       | Aliança Vermelha e Verde | 2 718 317 | 43,62 / 100,00 | 0,02 | 159 / 349 | 3   |
|       | Aliança                  | 2 457 033 | 39,43 / 100,00 | 9,84 | 141 / 349 | 32  |